# 安特·帕韦利奇
安特·帕韦利奇（發音：[ǎːnte pǎʋelit͡ɕ] ⓘ；1889年7月14日—1959年12月28日），克罗地亚政治人物，克罗地亚独立组织乌斯塔沙创建人。在二战期间，担任傀儡政权克罗地亚独立国领导人。
安特·帕韦利奇于1889年7月14日出生于黑塞哥维那东南部的布拉迪纳（Bradina）村。其父迈尔·帕韦利奇，是一名铁路工人。其母是玛丽亚·帕韦利奇。他们是从克罗地亚王国利卡地区的克里夫普特村（Kriv Put）迁居至此的。
1929年亚历山大一世废除宪法并解散国会开始独裁统治后，帕韦利奇流亡到意大利王国并创立乌斯塔沙组织。该组织随后同马其顿内部革命组织一起策划1934年对亚历山大一世的刺杀。他之后被意大利警察拘留，直到1936年3月才被释放。其后又因为南斯拉夫王国与意大利的协议，帕韦利奇被软禁同时大量乌斯塔沙成员被遣返。

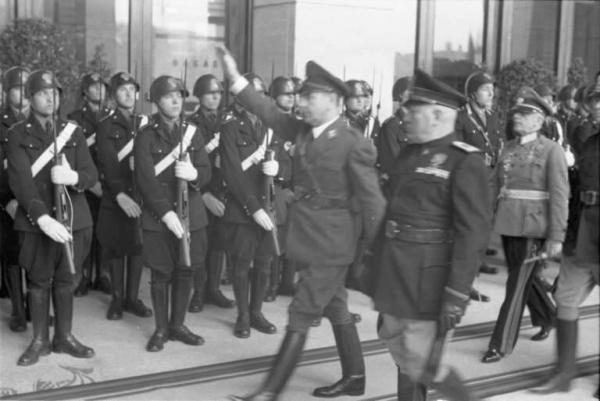
1941年，安特·帕韦利奇与墨索里尼

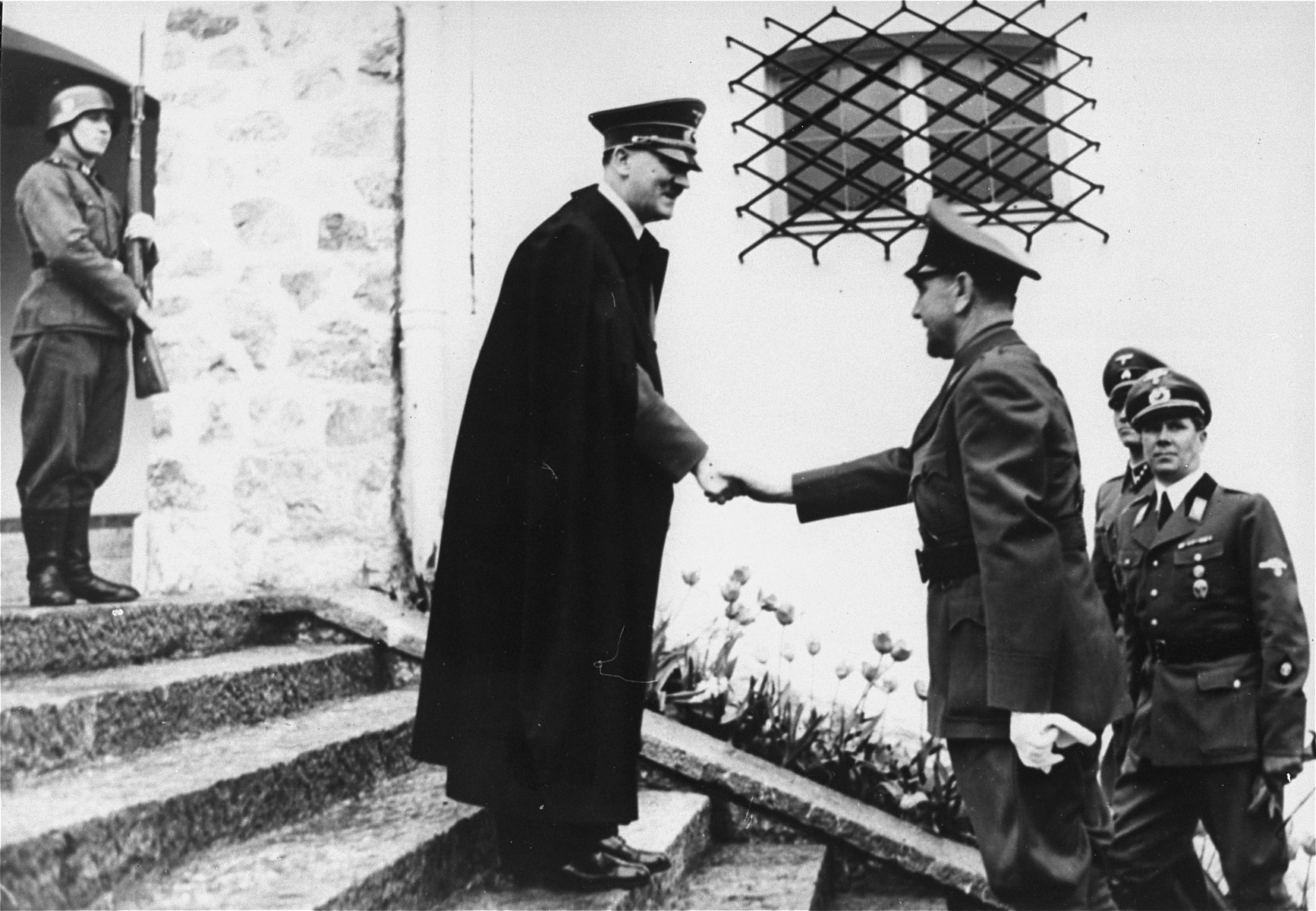
1941年，安特·帕韦利奇与希特勒会面

但当意大利入侵南斯拉夫前帕韦利奇被释放返回克羅地亞建國。他随即于1941年3月15日成立克罗地亚独立国。帕韋利奇請求意大利国王维托里奥·埃马努埃莱三世封一位意大利王室成員為克羅地亞國王，於是意大利國王將他自己的堂侄奥斯塔的艾蒙内封为克罗地亚国王，称“托米斯拉夫二世”。但由于克罗地亚与意大利在达尔马提亚的领土纠纷令托米斯拉夫二世选择留在意大利国内，导致帕韦利奇成为克罗地亚的实际统治者。在其统治下，塞尔维亚人、罗姆人、犹太人与反对者被剥夺公民权利并被送进集中营并导致35万人死亡。然而帕韦利奇的统治并不稳固，其中有兩個集中營因導致當地抵抗運動惡化而被意大利軍隊強制關閉，獨立國亦被切特尼克与南斯拉夫游击队在战争占领了大量领土。甚至在第二次世界大战末期，帕韦利奇自己也险些被内政大臣姆拉登·洛尔科维奇与国防大臣安特·沃基奇推翻。
在1945年德国投降后，帕韦利奇下令让克罗地亚部队继续抵抗直到他们能向英军投降。他本人则先逃往奥地利，之后前往阿根廷。他在1957年被塞尔维亚人布拉戈耶·约沃维奇刺杀，但未死亡。帕韦利奇随后迁往西班牙。1959年他死于刺杀遗留的后遗症。

### 英语文献
- Fischer, Bernd (编). . Indiana, United States: Purdue University Press. 2007. ISBN 978-1-55753-455-2.

### 克罗地亚语文献
- Pavelić, Višnja. . Zagreb, Croatia: Naklada Starčević & Libar. 1995. ISBN 8459927237.